# Ratajska Telewizja Kablowa
Ratajska Telewizja Kablowa (RTK) – poznańska stacja telewizyjna adresowana do mieszkańców prawobrzeżnego Poznania. 

## Charakterystyka
Program dostępny jest tylko dla abonentów telewizji kablowej ELSAT, należącej do spółki INEA na kanale 11 o częstotliwości 215,25 MHz. Od 3 grudnia 2013 program RTK dostępny jest na terenie całej wielkopolski w sieci INEA na 56 kanale telewizji cyfrowej. Z dniem 2 sierpnia 2016 program RTK zmienił kanał nadawania na 803.
W 2007 roku Przedsiębiorstwo Handlowo-Usługowe „Rataje” Sp. z o.o. otrzymało koncesję na nadawanie programu RTK na osobnym kanale; przedtem przez okres 10 lat audycje stworzone przez redakcję RTK były emitowana przez Telewizję WTK. Program dociera do 33 tys. gospodarstw domowych – są to m.in. osiedla z terenu Rataj, Żegrza, Chartowa i zamieszkujący obszary przylegające do obszarów spółdzielni mieszkaniowej „Osiedle Młodych”.
Program emitowany jest przez 7 dni w tygodniu w blokach programowych rozpoczynających się w godzinach: 8:00, 10:30, 12:00, 14:30, 16:30, 18:00, 20:00, 22:00. W pozostałych godzinach na kanale emitowany jest obraz z kamery umieszczonej na wieżowcu na Osiedlu Jagiellońskim nr 12–13 w pobliżu Ronda Rataje oraz dźwięk Radia Pogoda.

## Programy
- Aktualności Ratajskie – magazyn informacyjny
- Kultura pod ręką – magazyn kulturalny
- Mój Poznań, Moja Wielkopolska – magazyn poświęcony Poznaniowi i Wielkopolsce
- Nasze bezpieczeństwo – magazyn o bezpieczeństwie
- Spacerkiem przez Poznań – magazyn historyczny
- Psy, Koty i My – porady weterynaryjne
- Trening dla Każdego – poradnik sportowy
- MotoPorady – poradnik motoryzacyjny
- Ratajski fyrtel kultury (HD) – magazyn poświęcony wydarzeniom kulturalnym w ratajskich domach kultury
- Natura – magazyn ekologiczny
- Premiera – magazyn poświęcony premierom kinowym
- Zakładka – magazyn poświęcony literaturze
- Magazyn Zdrowie – porady farmaceutyczne i kosmetyczne
- Czas na off – magazyn poświęcony filmom kina niezależnego
- Spotkania z książką – magazyn literacki